# EMakhazeni
eMakhazeni (anteriormente Belfast) es una localidad sudafricana de la provincia de Mpumalanga.

## Geografía
Forma parte del municipio local de Emakhazeni, ubicado en el distrito de Nkangala y perteneciente a la provincia de Mpumalanga.

## Historia
El asentamiento habría sido fundado en 1890. A comienzos del siglo XX pertenecía al Transvaal. En 2009 el nombre oficial de la localidad pasó a ser eMakhazeni.